# Юаньань
Юаньа́нь (кит. упр. 远安, пиньинь Yuǎn'ān) — уезд городского округа Ичан провинции Хубэй (КНР).

## История
Во времена империи Хань в этих местах был создан уезд Линьцзюй (临沮县). Во времена империи Цзинь он был переименован в Гаоань (高安县), а в эпоху Северной Чжоу в 559 году получил название Юаньань.
После образования КНР в 1949 году был создан Специальный район Ичан (宜昌专区), и уезд вошёл в его состав. В 1959 году Специальный район Ичан был расформирован, а вместо него был образован Промышленный район Иду (宜都工业区), но в 1961 году Промышленный район Иду был расформирован, и был вновь создан Специальный район Ичан. В 1970 году Специальный район Ичан был переименован в Округ Ичан (宜昌地区).
В 1992 году город Ичан и округ Ичан были объединены в городской округ Ичан.

## Административное деление
Уезд делится на 6 посёлков и 1 волость.